# 热讷
热讷（法語：Gennes，法語發音：[ʒɛn] ⓘ）是法国曼恩-卢瓦尔省的一个旧市镇，属于索米尔区。该旧市镇总面积32.52平方公里，2009年时的人口为2025人。
热讷已于2016年1月1日起和相邻的其它4个市镇合并成为热讷-瓦勒德卢瓦尔（Gennes-Val de Loire）。热讷为政府驻地。

## 人口
热讷人口变化图示